# خوليو ميلينديز
خوليو ميلينديز (بالإسبانية: Julio Meléndez Calderón) (11 أبريل 1942 بليما في بيرو - ) هو مدرب كرة قدم ولاعب كرة قدم بيروفي في مركز الدفاع. شارك مع منتخب بيرو لكرة القدم. أما مع النوادي، فقد لعب مع الجامعي دي بيرو وبوكا جونيورز وخوان أوريتش وديفينسور ليما وسبورت بويز وDefensor Arica ‏.

## وصلات خارجية
- خوليو ميلينديز على موقع الاتحاد الدولي (مؤرشف)  (الإنجليزية)
- خوليو ميلينديز على موقع قاعدة بيانات كرة القدم.إي يو (الإنجليزية)
- خوليو ميلينديز على موقع ناشيونال فوتبول تيمز (الإنجليزية)